# Kyu Myint
 (mai 2023).
 (février 2024).
Si vous disposez d'ouvrages ou d'articles de référence ou si vous connaissez des sites web de qualité traitant du thème abordé ici, merci de compléter l'article en donnant les références utiles à sa vérifiabilité et en les liant à la section « Notes et références ».
Kyu Myint (né le 20 août 1950 en Birmanie) est un footballeur international birman, qui évoluait au poste d'attaquant.

## Biographie

### Carrière en sélection
Il participe avec la sélection birmane aux Jeux olympiques d'été de 1972. Lors du tournoi olympique, il joue un match contre l'Union soviétique.